# São João do Soter
São João do Soter est une municipalité brésilienne située dans l'État du Maranhão.